# Siljan
Siljan es un municipio en la provincia de Telemark, Noruega. Es parte del distrito tradicional de Grenland. El centro administrativo del municipio es el pueblo de Siljan. La parroquia de Slemdal se estableció como un municipio el 1 de enero de 1838. El nombre lo cambiaron después a Siljan.
El municipio se encuentra al noreste de Skien y limita con la región de Buskerud en el norte y la de Vestfold en el este. Hay un distrito forestal en ambos lados de Skiensvassdraget (río Skien). La más antigua carretera principal a Skien, Larvik y Oslo, pasa a través de Siljan.